# Уашита (окръг, Арканзас)
Уашита (на английски: Ouachita County) е окръг в щата Арканзас, Съединени американски щати. Площта му е 1917 km², а населението – 26 120 души (2010). Административен център е град Камдън.